# Bärtige Miesmuschel
Die Bärtige Miesmuschel (Modiolus barbatus), auch Bartmuschel, ist eine Muschel-Art aus der Familie der Miesmuscheln (Mytilidae).

## Merkmale
Das gleichklappige Gehäuse ist länglich-eiförmig mit einem gebogenen bzw. stumpfwinkligen Dorsalrand und einem stumpfen Wirbel. Die Gehäuseform ist sehr variabel. Die Wirbel sitzen nahe am Vorderende. Sie sind eingebogen und stehen vergleichsweise weit auseinander. Die Gehäuse werden bis vier bis sieben Zentimeter lang. Die Schale ist aus einer inneren, aragonitischen Perlmutt-Lage, einer mittleren, kalzitischen Prismen-Lage und dem äußeren organischen Periostracum aufgebaut.
Das Ligament ist vergleichsweise lang. Der vordere Schließmuskel ist sehr klein und sitzt weit vorne am Vorderrand. Der hintere Schließmuskel ist sehr groß. Das Schloss ist zahnlos, der Schlossrand glatt. Die Mantellinie ist nicht ausgebuchtet. Das Periostracum ist haarförmig ausgezogen. Bei älteren Tieren ist die Oberfläche, abgesehen von groben Anwachslinien glatt. Die Schale ist bläulich, violett, rötlich bis braun gefärbt, das Periostracum braun, orangebraun oder rötlich. Die Innenseite ist weiß mit einer violettrosa Tönung. Die Gehäuse sind mit kräftigen Byssusfäden an den Untergrund angeheftet.

## Ähnliche Arten
Die Große Miesmuschel (Modiolus modiolus) ist deutlich größer als die Bärtige Miesmuschel. Die Bärtige Miesmuschel unterscheidet sich von den übrigen Miesmuschel-Arten durch das bartförmig ausgezogene Periostracum, das der Muschel ihren deutschen Trivialnamen einbrachte.

## Geographische Verbreitung und Lebensweise
Die Art kommt an der Ostküste des nördlichen und zentralen Atlantik vor. Das Verbreitungsgebiet reicht von Irland bis zu den Kapverdischen Inseln. Die Art kommt auch im Mittelmeer vor.
Die Art heftet sich mit dem Byssus an Steinen oder an Felsen fest. Gewöhnlich sitzt sie dort gut getarnt zwischen Algen oder auch in Spalten. Sie kommt dort vom Gezeitenbereich bis in größere Tiefen (110 m) vor.

## Taxonomie
Das Taxon wurde von Carl von Linné 1758 als Mytilus barbatus erstmals beschrieben. Sie wird vom World Register of Marine Species als gültige Art anerkannt.

## Belege